# Aydın Yelken
Aydın Yelken (Isztambul, 1939. május 3. – Isztambul, 2022. augusztus 16.) válogatott török labdarúgó, csatár.

## Pályafutása

### Klubcsapatban
1953-ban a Fenerbahçe korosztályos csapatában kezdte a labdarúgást. 1957 és 1963 között a Karagümrük, 1963 és 1966 között a Fenerbahçe, 1966 és 1969 között az Altay, 1969–70-ben az İzmirspor, 1971-ben a Hatayspor labdarúgója volt. 1971–72-ben az İzmirspor játékosaként vonult vissza az aktív játéktól. A Fenerbahçe csapatával két török bajnoki címet, az Altay együttesével egy török kupagyőzelmet ért el.

### A válogatottban
1961 és 1965 között kilenc alkalommal szerepelt a török válogatottban és három gólt szerzett.

## Sikerei, díjai
Fenerbahçe
- Török bajnokság
  - bajnok (2): 1963–64, 1964–65

 Altay
- Török kupa
  - győztes: 1967

## Statisztika

### Mérkőzései a török válogatottban
| Törökország | Törökország          | Törökország                       | Törökország | Törökország | Törökország   | Törökország  | Törökország | Törökország |
| #           | Dátum                | Helyszín                          | Hazai       | Eredmény    | Vendég        | Kiírás       | Gólok       | Esemény     |
| ----------- | -------------------- | --------------------------------- | ----------- | ----------- | ------------- | ------------ | ----------- | ----------- |
| 1.          | 1961. május 14.      | Ankara, 19 Mayıs Stadion          | Törökország | 0 – 1       | Románia       | barátságos   | -           | 46'         |
| 2.          | 1961. október 18.    | Ankara, 19 Mayıs Stadion          | Törökország | 1 – 0       | Dél-Korea     | barátságos   | -           |             |
| 3.          | 1961. október 29.    | Isztambul, Mithat Paşa Stadion    | Törökország | 2 – 1       | Norvégia      | vb-selejtező | 1           | 60'         |
| 4.          | 1962. május 16.      | Isztambul, Mithat Paşa Stadion    | Törökország | 1 – 0       | Izrael        | barátságos   | -           | 65'         |
| 5.          | 1963. szeptember 28. | Frankfurt, Waldstadion            | NSZK        | 3 – 0       | Törökország   | barátságos   | -           | 70'         |
| 6.          | 1964. szeptember 27. | Isztambul, Mithat Paşa Stadion    | Törökország | 2 – 3       | Lengyelország | barátságos   | 1           | 15'         |
| 7.          | 1964. november 1.    | Ankara, 19 Mayıs Stadion          | Törökország | 4 – 1       | Tunézia       | barátságos   | 1           | 2'          |
| 8.          | 1964. december 20.   | Isztambul, Ali Sami Yen Stadion   | Törökország | 0 – 0       | Bulgária      | barátságos   | -           | 80'         |
| 9.          | 1965. január 24.     | Oeiras, Estádio Nacional do Jamor | Portugália  | 5 – 1       | Törökország   | vb-selejtező | -           |             |
|             | Összesen             |                                   |             | 9           | mérkőzés      |              | 3           | gól         |